# Rákos-mező
Koordináták: é. sz. 47° 31′ 07″, k. h. 19° 06′ 14″47.518611°N 19.103889°E

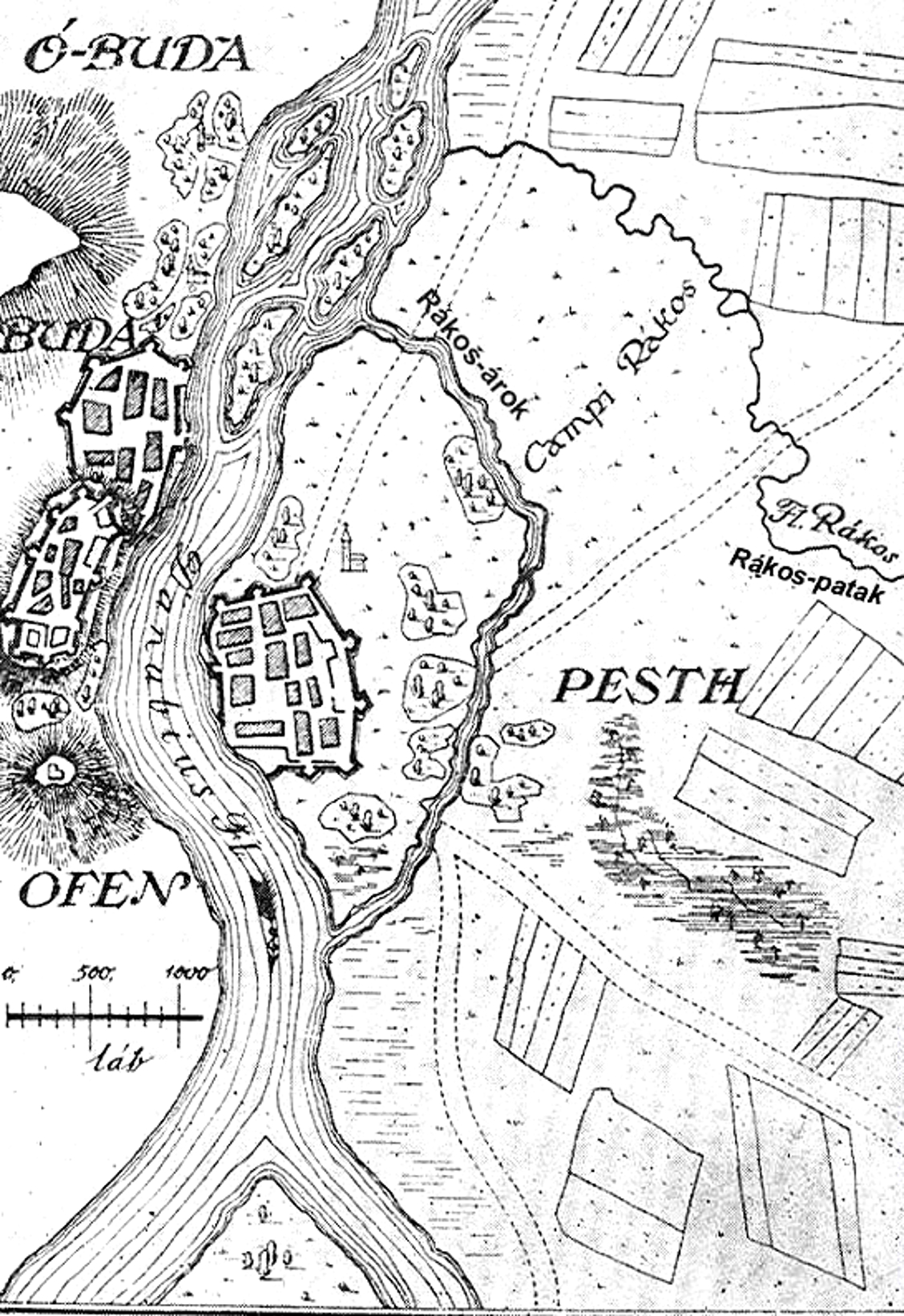
Mikoviny Sámuel 1737-ben kiadott térképe

Rákos-mező (Rákos mezeje, Rákosmező vagy Rákos) a középkori Magyarország számos országgyűlésének és hadrakelésének helyszíne, amely tágabb értelemben a Pest keleti oldalán terülő egész homokos síkságot (azaz a mai Pesti-hordalékkúpsíkságot) jelentette. Anonymus és Kézai Simon krónikáikban Magyarország közepének írták le Rákos mezejét. Később az Angyalföld és Kőbánya közötti síkon Pest városfalától (Kiskörút), más forrás szerint az Orczy-kerttől  a Rákos-patakig – amelyről a terület a nevét nyerte – húzódott. Salamon Ferenc Budapest története című művében, Mikoviny Sámuel 1737-ben kiadott térképe és Anonymus Gesta Hungaroruma alapján ugyanakkor a Margit-szigettel szemben, a patak felett húzódik „Campi Rakos”, Budapest XIII. kerülete területén.
A Rákosmező megnevezést az 1800-as években Rákosfalva is viselte, majd 1935-ben Budapest XIV. kerülete is kérvényezte magára ezt a nevet (végül 1949-ig Rákosváros volt), illetve a Kerepesi út – Fehér út – Keresztúri út által határolt, egykor homokos területen kialakított repülőteret is említik rákosmezeiként.

## Története
A középkor előtt a Rákos-patak és mellékpatakjai területe mocsaras vidék volt, amely alsó kavicsos talajréteg fölé a Duna negyedidőszaki áradásai során keletkezett homok laza került. A futóhomok miatt a patak, mely valamikor jóval délebbre kanyargott, állandóan változtatta medrét. 

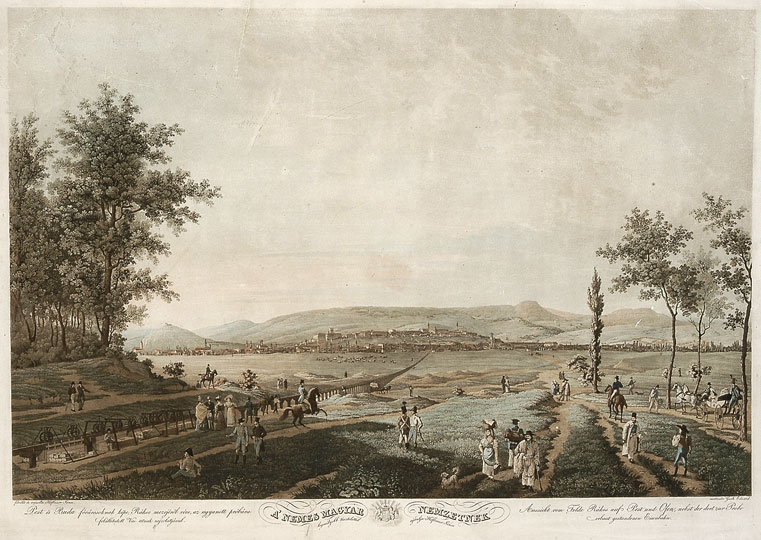
Pest és Buda városának képe Rákos mezejéről (1829 rajzoló: Hofbauer János, metsző: Gurk Eduard)

Részben természetes feltöltődéssel, később pedig emberi beavatkozással (lecsapolással, gátak építésével, árkok kialakításával, a földek megművelésével) a terület egyre inkább alkalmassá vált a letelepedésre.
Már a római korban a Rákos völgyén és annak folytatásán, a Tápió és Galga völgyein át közlekedett Buda, Pest és környéke a Tisza vidékére. Azonban számos had is megütközött a vidéken, így például a közeli Mogyoród és Cinkota tájékán győzte le 1074-ben a mogyoródi csatában Géza és László vezérek serege Salamon királynak német és magyar hadát, s szerezte meg a koronát Béla fiainak, amiről a Képes krónika számol be és említi meg „descendit in Racus“-t.
A Katolikus Lexikon szerint 1289-ben úgy említették, hogy az ország közepe. A 12–13. századtól a hadrakelések és országgyűlések egyik elsődleges helyszínévé vált, ahol időnként akár több tízezer fő is tartózkodott. A nemesek a Kerepesi út két oldalán táboroztak, amely mentén a 15. század végétől a későbbi József-, és részben Ferencváros területén is, a számukra nagyobb kényelmet szolgáló külváros jött létre.
A török korban elvesztette jelentőségét, és a 18. századtól a fejlődő Pest az itteni erdőkből termelte ki a fűtéshez és az építkezésekhez szükséges fát.[forrás?]

### Utóélete

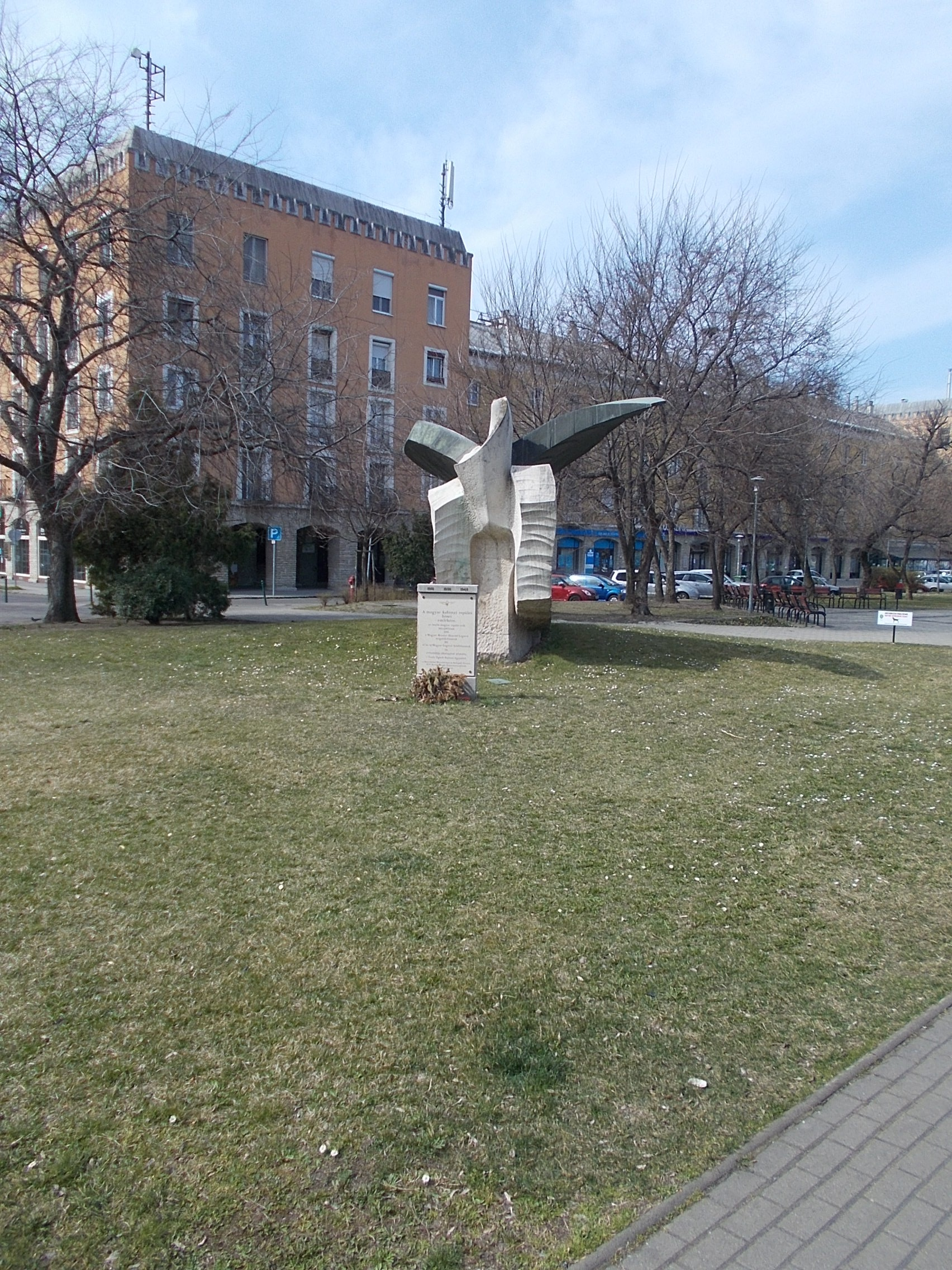
Az Örs vezér terén Illyés Gyula 1987-ben felavatott szobra a magyar repülés úttörőinek állít emléket

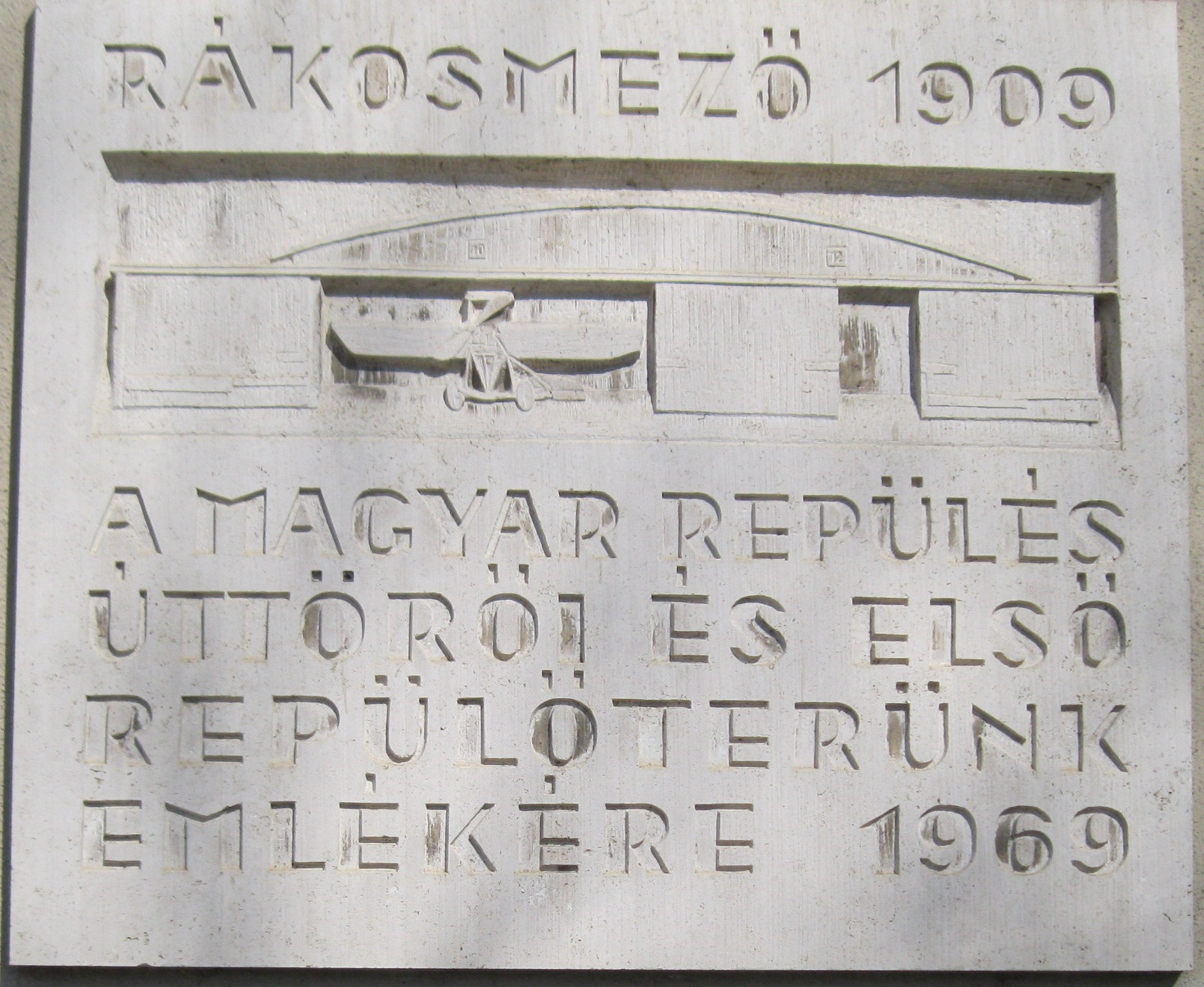
Az első magyar repülőtér emlékére állított emléktábla, Budapest XIV. kerülete, Városliget, Közlekedési Múzeum

Az agrár jellegű területen az 1880-as években indult meg a közművesítés és a fokozottabb beépítés, de még a 19–20. század fordulóján is a többholdas kertészetek és majorságok jellemezték a vidéket. Ma már csak  néhány közterület elnevezése őrzi a múltat (pl. Bolgárkertész utca).
Kisfaludy Károly verset is írt Rákos mezejéről. 1827 júniusában tartották az első lóversenyt itt, Széchenyi Istvánnak köszönhetően. Ezt Berzsenyi Dániel Gróf Mailáth Jánoshoz című 1830-as költeményében meg is írta.
Budapest egyesítésétől (1873) a fővároshoz tartozik. Kezdetben a VI., VII., VIII., X., majd 1930-tól a XIV. kerület része.
A mező Kerepesi út és Éles-sarok közötti részén, az egykori lovassági gyakorlótéren mintegy tíz négyzetkilométeres alapterületen indult meg a magyarországi motoros repülés. A magyar aviatika úttörői 1909–1914 között megteremtették a honi repülés alapjait.
A gépek építéséhez és tárolásához szükséges hangárok létesítése 1909 nyarán kezdődött. Az első hangár dr. Kutassy Ágostoné volt. A Magyar Aero Szövetség nyilvántartásában az NL. 1. számú pilótaigazolvány tulajdonosa szintén Kutassy volt. 1910-ben Budapest kérte a VII. nagy nemzetközi repülőverseny megrendezésének jogát, és minden különösebb lobbizás nélkül meg is kapta. Ennek állít emléket az Örs vezér terén található szobor is. 1912-re összesen 17 hangárépület készült. A deszkából épült hangárok sínen járó görgős tolóajtóval voltak ellátva. Szélességük az első kettő kivételével 20 méter, mélységük 12 méter, magasságuk pedig 6 méter volt.

## Jelentősebb országgyűlések
- 1277 májusában Timót zágrábi püspök segítségével országos gyűlést hívtak össze a Rákos-patak melletti mezőre. A országgyűlés törvényes korúnak nyilvánította Kun László királyt, és kezébe adta az ország kormányzását, egyben jóváhagyta a Habsburg Rudolffal kötendő szövetségi szerződést.
- 1278 nyarán a Rákos-mezőn gyűlt össze a II. Ottokár cseh király ellen induló sereg.
- Az Árpád-ház kihalását követően hagyományossá vált az országgyűlések Rákos-mezőn való tartása. Jó példa erre az 1307. október 10-ei országgyűlés, mely Károly Róbertet magyar királlyá választotta
- 1490-ben a Rákos mezején királlyá választják II. (Jagelló) Ulászlót
- 1505-ben a köznemesség nyomására a rákosi országgyűlés a következő határozatot hozza: Ha II. Ulászló fiúörökös nélkül hal meg, csak magyart fognak királlyá választani. A határozat oka az volt, hogy Ulászló nem foglalkozott a magyarok érdekeivel. A köznemesek eme törekvése a következő évben okafogyottá vált, mivel megszületett Ulászló fia, II. Lajos
- 1526. április 24-én a magyar nemesség a rákosi országgyűlésen döntött a főúri és a köznemesi párt viszályáról, a végvárak felszereléséről és a hadak táborba szállásáról. Mindehhez csak az akarat és a pénz hiányzott.
- 1540 szeptemberében a rákosi országgyűlés II. János néven magyar királlyá választotta Szapolyai János és Jagelló Izabella csecsemő korú fiát